# Las Navillas
Las Navillas es una localidad (pedanía)  española perteneciente al municipio de Menasalbas, en la provincia de Toledo, comunidad autónoma de Castilla-La Mancha.

## Localización
Al norte del municipio de San Pablo de los Montes y a 62 km de Toledo, se encuentra la pedanía de Las Navillas, enclavado en uno de los mejores robledales de España, en pleno corazón de los Montes de Toledo, que conserva todavía el sabor y la tranquilidad de los pueblos de antes. Paraje sin igual, en donde, a través de la Cañada Real de Ganados, que sigue el curso del arroyo Marchés de aguas cristalinas y entre una vegetación autóctona de arces, fresnos, encinas y rebollos, se puede practicar bicicleta de montaña, senderismo o cualquier deporte relacionado con la naturaleza. La mayoría de sus habitantes están jubilados, el resto se dedican a la agricultura, ganadería o se desplazan a trabajar a otros municipios. Las casas típicas del pueblo están construidas con sillarejo de granito, a veces revocado y encalado, otras visto, con dos alturas. La planta baja debía utilizarse como vivienda y la alta como almacén de grano. Al exterior normalmente da una tapia con un portalón por el que se accede a un patio, en el que se encuentran las dependencias y la casa principal.

## Historia
En 1684 ya tenemos noticias de la existencia de una ermita en el anejo de Las Navillas.
En 1751, en el barrio de las Navas de Montalbán o Navillas, pedanía de Menasalbas, cercana a San Pablo de los Montes, vivían catorce vecinos: once dedicados a la labranza, dos jornaleros, un carbonero y una hilandera que hacían un total de cincuenta y dos personas. Tenían una ermita bajo la advocación de Nuestra Señora del Consuelo.
En el diccionario de Pascual Madoz (Diccionario Geográfico Estadístico de España) publicado entre 1844 y 1854 se aportan algunos detalles de Menasalbas. Madoz menciona que en la primera mitad del siglo XIX, entre sus habitantes, hay un alcalde pedáneo en Las Navillas.
Cabe destacar, los grabados denominados La pisá del Santo, realizados sobre una roca, a la izquierda del camino (Cañada Real). Según información de Antonio Gutiérrez Manzanares parte de los grabados los realizó un peregrino catalán y repasó el pie que ya existía anteriormente, en 1945 cuando se terminó la iglesia.

## Cultura

### Monumentos
- Iglesia parroquial: construida en los años cuarenta, de planta rectangular, con acceso por el piecero y con adosamiento de la sacristía en la cabeza. Construida con sillarejo y con sillares de granito.

- Tumbas antropomorfas: conjunto de tumbas antropomorfas talladas en la roca, se encuentran situadas en la carretera, antes de entrar al pueblo y junto a la Cañada Real.

### Fiestas
Se celebran del 1 al 3 de febrero en honor de la Candelaria: Misa, procesión, verbena, fuegos artificiales, etc.
- Datos: Q5970619